# Giovanni Battista Bosdari
Giovanni Battista Bosdari (Ancona, 7 gennaio 1848 – Roma, 4 dicembre 1900) è stato un politico italiano.
Fu sindaco di Ancona nel 1876 e deputato alla Camera del Regno d'Italia per quattro legislature (XV, XVI, XX, XXI).